# Holmskatan, Eckerö
Holmskatan är en cirka 2 kilometer långsmal udde i norra Storby i Eckerö på Åland. Holmskatan ligger i havsfjärden Söderfjärden som den till öster avskiljer i den mindre Vadsjöviken. I vattnet kring Holmskatan, speciellt i norr, finns många grynnor.

## Holmskatankanalen
Genom Holmskatans norra del går en 75 meter lång, 3 meter bred och 1 meter djup kanal. Kanalen grävdes på privat initiativ under 1980-talet och används främst av lokalbefolkningen då vattnet här är synnerligen stenrikt.